# نادي الشهيد أركان
نادي الشهيد أركان الرياضي هو فريق كرة قدم عراقي مقره في ديالى، يلعب في الدوري العراقي الدرجة الثالثة.

## روابط خارجية
- أندية العراق - تواريخ التأسيس